# Oiseau de Saqqarah
L'oiseau de Saqqarah est un artéfact fait de bois de sycomore découvert en Égypte dans la nécropole de Saqqarah. Daté de 200 av. J.-C., en pleine dynastie des Ptolémées (issue du général macédonien Ptolémée), l'objet fait partie des collections permanentes du musée égyptien du Caire.

## Histoire
L'oiseau de Saqqarah est découvert par des archéologues français en 1898 lors de l'excavation de la tombe de Pa-di-imen à Saqqarah en Égypte. Pa-di-imen signifie don d'Amon, dieu du souffle de l'air.
Entreposée au Musée égyptien du Caire, la statuette est redécouverte en 1969 par le docteur Khalil Messiha qui fouillait une boîte de modèles d'oiseaux. Messiha, professeur d'astronomie à l'université de Helwan et membre de plusieurs clubs aéronautiques, remarque que, contrairement à tous les autres modèles, l'oiseau n'a pas de pattes et est en outre dépourvu de motifs ou de peintures représentant des plumes. Il remarque enfin que ses ailes sont réglées sur un angle dièdre, un principe largement sollicité en aéronautique.
En 1991, Khalil Messiha publie un article sur cette découverte. Selon les plans qu'il dessine de la statuette, un plan horizontal aurait été retiré.

## Description
Fait de bois de sycomore, l'objet représente un faucon. Il pèse 39,12 grammes et a une envergure de 14,2 centimètres. La pièce composant les ailes fait 18 centimètres de long.

## Flou théorique

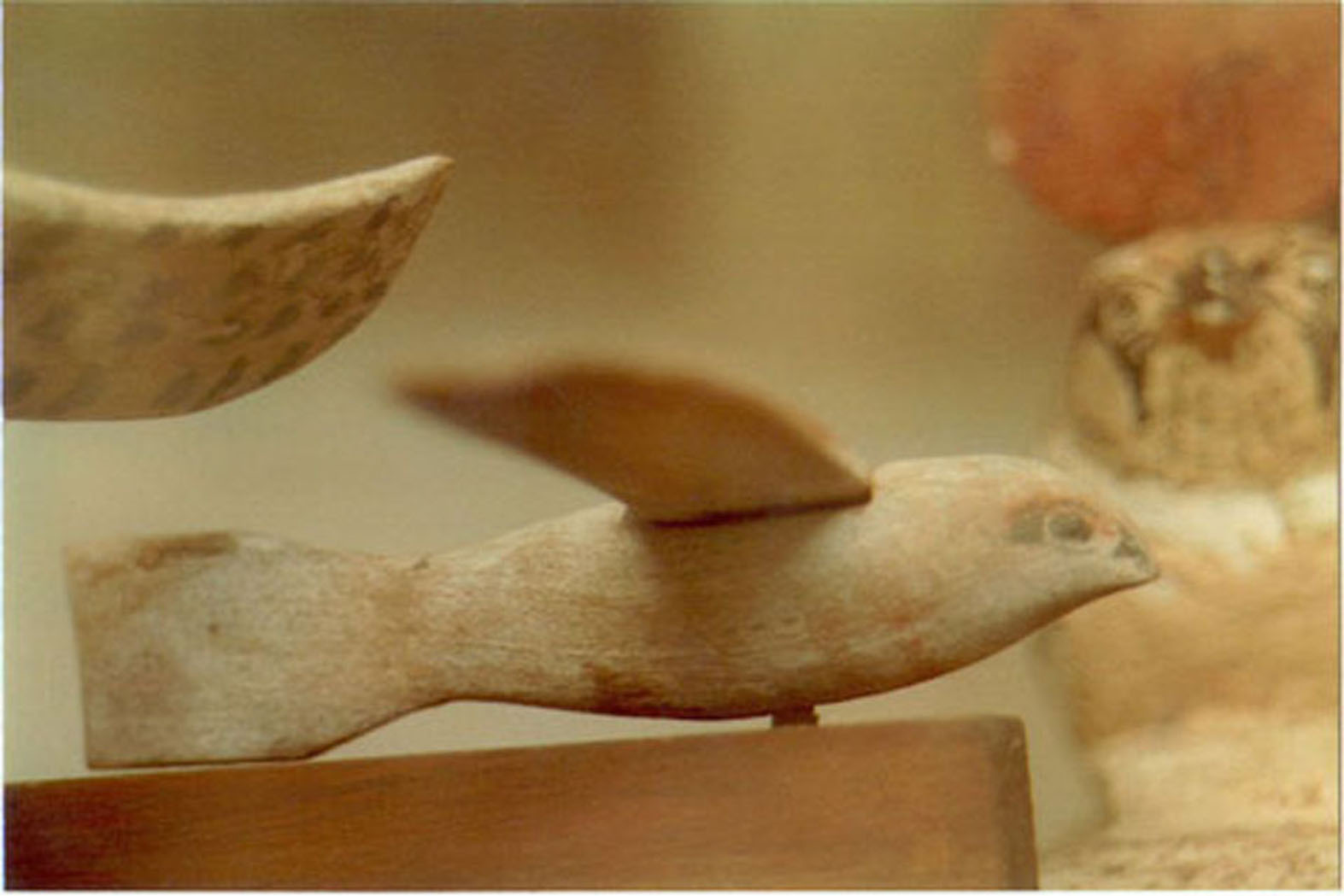
Vue de côté de l'oiseau de Saqqarah.

Le peu de documentation contemporaine sur l'objet oblige les archéologues à spéculer quant à la finalité de l'oiseau de Saqqarah.
Il aurait pu être utilisé à des fins rituelles. Sa forme de faucon, représentation commune de certains dieux les plus importants de la mythologie égyptienne dont le dieu Horus, est un des symboles de la royauté. Il aurait pu aussi être un jouet - il est classé comme tel dans les collections du musée égyptien du Caire - ou une girouette.
Le docteur Khalil Messiha affirme que l'oiseau de Saqqarah est la preuve que les principes de bases de l'aviation étaient connus avant leur découverte officielle. Cette position reste débattue dans les milieux académiques. L'absence d'un plan horizontal (retiré ou jamais ajouté) laisse planer le doute sur l'aérodynamisme démontré, un avion ne pouvant voler sans cet élément.
Le docteur Messiha a construit une réplique 6 fois plus grande de la statuette, lui a ajouté un aileron horizontal, et a maintenu que son aéroplane volait. Martin Gregorie, spécialiste britannique d'aérodynamisme, a également construit un modèle plus grand de la statuette, mais il a déclaré pour sa part que le sien ne volait pas. Un autre expert britannique en aéronautique de l'université de Liverpool, Simon Sanderson, a opéré des tests de vol concluants avec une réplique de la statuette dans des couloirs d'air, et en a conclu après avoir étendu ses recherches dans un centre de stimulation aéronautique, que l'oiseau de Saqqarah devait très bien voler dans les courants aériens égyptiens,.
En 2001, dans un article intitulé Model Airplane?, l'égyptologue Larry Orcutt remet en question la cohérence du lien avec le domaine aéronautique vu le manque d'attributs technologiques visibles sur la statuette, mais reste tout aussi perplexe quant à la singularité de la statuette et son éventuelle fonction. Dans son article An Egyptian Model Airplane, John H. Lienhard de l'école d'ingénieur de l'université de Houston contemple la possibilité d'une piste aéronautique, sur la base de l'exactitude des principes aérodynamiques de l'objet.